# 난바워크

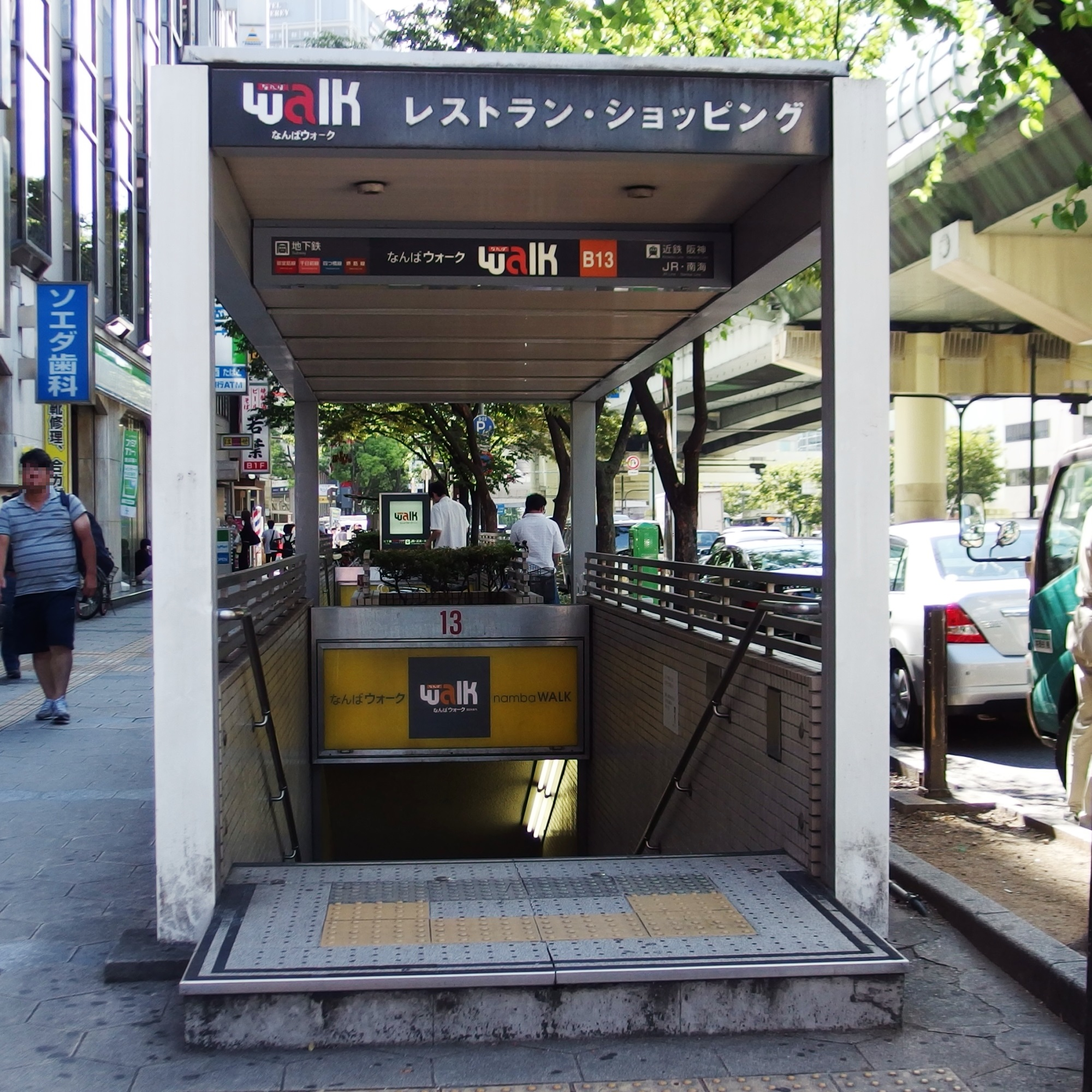

난바 워크(일본어: なんばウォーク, 영어: Namba Walk)는 일본 오사카시 주오구 센니치마에도오리 지하에 설치된 지하 상가이다. 동쪽은 사카이스지, 서쪽은 요츠바시스지로 이어진다. 오사카 시영 지하철 난바 역, 긴키 닛폰 철도 · 한신 전기 철도의 오사카 난바 역 및 긴테쓰 닛폰바시 역과 이어져 있다. 또한 난카이 전기 철도 난바 역과 JR 난바 역에도 인접해있다.